# Rasuan Darat
Rasuan Darat is een bestuurslaag in het regentschap Ogan Komering Ulu van de provincie Zuid-Sumatra, Indonesië. Rasuan Darat telt 1414 inwoners (volkstelling 2010).